# Rio da Onça (São Paulo)
O Rio da Onça é um rio brasileiro do estado de São Paulo, que pertence à bacia do rio Grande.
O rio nasce no município de Monte Alto, no bairro Anhumas, na localização geográfica 21º20'33" de latitude sul e 48º31'27" de longitude oeste, entre o distrito de Jurupema e a rodovia SP-323.
Não deve ser confundido com o Ribeirão da Onça, que passa por outros municípios do estado de São Paulo, como Luiz Antônio e Barrinha.

## Percurso
Da nascente segue em direção noroeste (320º) do estado de São Paulo, e depois segue sempre mais ou menos paralelo às rodovias SP-310 e SP-323, ou seja entre as duas rodovias, sempre em direção noroeste até as proximidades da cidade de Cajobi, onde é afluente do rio Turvo.
Passa pelos municípios de Taquaritinga, Itápolis, Cândido Rodrigues, Monte Alto, Fernando Prestes, Vista Alegre do Alto, Pirangi, Ariranha, Palmares Paulista, Paraíso, Embaúba e Novais.
Nas proximidades de Cajobi e da localidade bairro Serrinha, se torna afluente do rio Turvo, na localização geográfica latitude 20º52'49" sul e longitude 48º54'18" oeste. O rio Turvo por sua vez é afluente do rio Grande.
Percorre neste trajeto uma distância de mais ou menos 74 quilômetros.

## Afluentes
- Margem sul:
  - Não consta
- Margem norte:
  - Não consta

## Homenagem
O Oeste Futebol Clube de Itápolis tem uma onça como mascote em homenagem ao rio que passa pelo município sede do time.